# Centrum für Asienwissenschaften und Transkulturelle Studien
Das Centrum für Asienwissenschaften und Transkulturelle Studien (CATS) ist eine interdisziplinäre Einrichtung der Ruprecht-Karls-Universität in Heidelberg.
Das CATS führt das Heidelberger Centrum für Transkulturelle Studien (HCTS) – hervorgegangen aus dem Exzellenzcluster „Asien und Europa im globalen Kontext“  –  und die asienwissenschaftlichen Institutionen der Universität Heidelberg räumlich und strukturell zusammen: das Südasien-Institut (SAI), das Zentrum für Ostasienwissenschaften (ZO) und das Institut für Ethnologie (IfE) mit seinem Schwerpunkt auf Südostasien.
Die offizielle Eröffnung des Zentrums fand am 25. Juni 2019 statt.

## Aufbau / Struktur
Der Forschungsbau für das CATS wurde durch den Bund und das Land Baden-Württemberg gefördert. Dem Förderantrag für das CATS stimmte die Gemeinsame Wissenschaftskonferenz von Bund und Ländern im Juni 2013 zu. Zudem trugen die Universität Heidelberg sowie die beteiligten Institute anteilig die Kosten für den Bau und die Sanierung sowie die benötigte Erstausstattung.
Das CATS befindet sich in den denkmalgeschützten Gebäuden des Altklinikums in Heidelberg-Bergheim. Die 1875 bis 1886 gebauten vier Gebäude umschließen auf einem Areal von rund 7600 Quadratmetern den Hof mit einer gemeinsamen Bibliothek mit vier Tiefgeschossen. Das Südasien-Institut befindet sich in Gebäude 4130, das Zentrum für Ostasienwissenschaften in 4120, das Institut für Ethnologie in 4110 und das Heidelberger Centrum für Transkulturelle Studien in 4400.
Im CATS kommen die folgenden Institutionen und Lehrstühle zusammen, die unter anderem in Bereichen wie Ethnologie, Geographie, Geschichte, Kultur-, Kunst-, Literatur- und Musikwissenschaft, Wissens- und Religionsgeschichte oder Politik- und Wirtschaftswissenschaft arbeiten. Insgesamt umfasst das CATS mehr als zwei Dutzend asienwissenschaftliche Professuren, zahlreiche permanente Gastprofessuren und über 1500 Studierende. Es werden mehr als 20 asiatische Sprachen gelehrt und mehr als ein Dutzend unterschiedliche Studiengänge bzw. Doktorandenprogramme angeboten. CATS ist damit eine der größten asienwissenschaftlichen Institutionen Europas.

## Institute

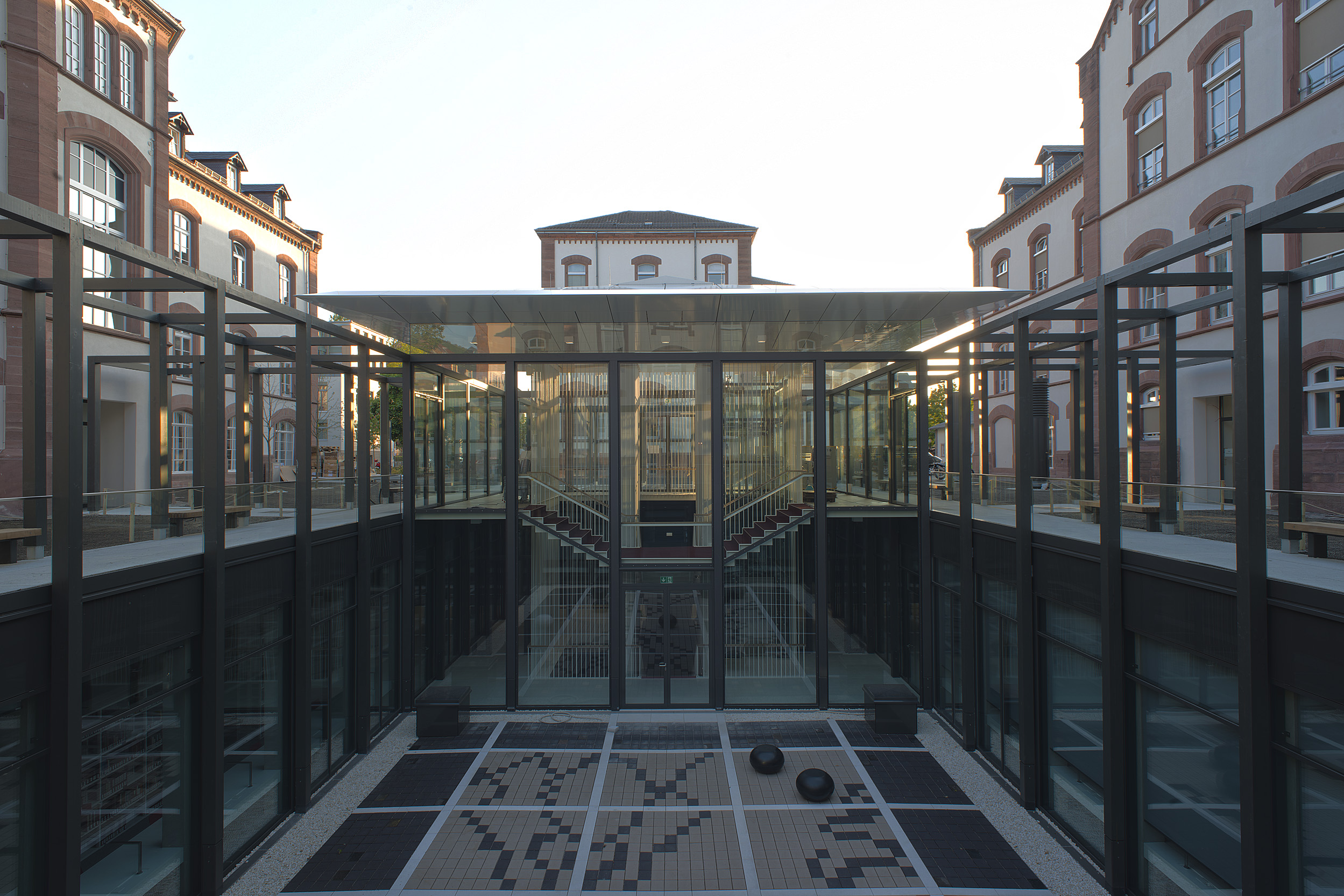
Centrum für Asienwissenschaften und Transkulturelle Studien

### Südasien-Institut (SAI)
Das SAI hat sieben Professuren in Entwicklungsökonomie, Ethnologie, Geographie, Geschichte Südasiens, Kultur- und Religionsgeschichte Südasiens (Klassische Indologie), Neusprachliche Südasienstudien (Moderne Indologie), Politische Wissenschaft Südasiens sowie der von der indischen Regierung finanzierte Heinrich Zimmer Chair for Indian Philosophy and Intellectual History, das von Pakistan finanzierte Allama Iqbal Professorial Fellowship und der von Sri Lanka getragene Chair of Sri Lankan Studies. Assoziiert sind drei weitere Professuren aus dem HCTS.

### Zentrum für Ostasienwissenschaften (ZO)
Das ZO verfügt über vier Professuren in der Sinologie sowie jeweils zwei in der Japanologie und der Kunstgeschichte; assoziiert sind drei weitere Professuren aus dem HCTS, dazu kommen regelmäßige Gastprofessuren in allen drei Fächern, und ein Gastlektorenprogramm speziell im Bereich Geschichte, Kultur und Gesellschaft Taiwans.

### Heidelberg Centre for Transcultural Studies (HCTS)
Das HCTS hat fünf Professuren für Global Art History (Schwerpunkt Südasien und Vorderer Orient), Buddhist Studies (Schwerpunkt Süd- und Ostasien mit Tibet), Visual and Media Anthropology (Schwerpunkt Südasien), Cultural Economic History (Schwerpunkt Japan) und Intellectual History (Schwerpunkt China).

### Institut für Ethnologie (IfE)
Das Institut für Ethnologie hat zwei Professuren; assoziiert sind zwei weitere Professuren im HCTS und SAI. Regionale Forschungsschwerpunkte liegen auf dem insularen und festländischen Südostasien sowie auf Südasien.

## Leitung / Organisation
Das CATS wird von einem Direktorium geleitet, das sich aus den Geschäftsführenden Direktoren der beteiligten Einrichtungen (SAI, ZO, IfE und HCTS) sowie Vertretern nicht-asienwissenschaftlicher Disziplinen zusammensetzt. Es organisiert mit den Geschäftsführern der beteiligten Einrichtungen den Ablauf der Forschungsarbeiten.
In der Aufbauphase (2013 bis 2019) fungieren die Sinologin Barbara Mittler und der Indologe Axel Michaels gemeinsam als Gründungsdirektoren.

## Forschung
Die mit dem Bau des CATS vorgenommenen strukturellen Veränderungen sollen es ermöglichen, neue Wege in der Asienforschung einzuschlagen, die wegen der unterschiedlichen Wissenschaftskulturen in Europa und Asien sowie der lange auch in Asien, zunehmend aber weniger akzeptierten Diskursübermacht der westlich-europäischen Wissenschaften und ihrer Modelle nötig sind. Dies geschieht in folgenden Forschungsfeldern:
Sozioökonomische Dynamiken von Macht, Regierungskunst und Verwaltung: Im Mittelpunkt stehen hier internationale Beziehungen und globale Verflechtungen mit dem und im asiatischen Raum, die vergleichende Analyse der (Außen-)Politiken asiatischer Staaten, ihrer ökonomischen und politischen Reformen sowie das Verhältnis Chinas, Indiens und Japans zu den jeweiligen regionalen Nachbarn.
Sozialer und demographischer Wandel, Urbanisierung und Migration: Gegenstand der Forschung sind insbesondere die mehr oder weniger dramatischen Formen des sozialen und demographischen Wandels abgebildet in Modellen von sozialer Organisation, Übergänge von agrarischen zu industriellen Wirtschaftsformen oder überregionalen Migrationsströmen. Auch Umgangsstrategien zu sich dynamisch entwickelnden Megastädten und Megaregionen bezüglich Stadtplanung und Bevölkerungswanderung stehen in ihrer interdisziplinären Komplexität im Fokus dieses Forschungsfeldes.
Kulturelles Erbe, Wissen(schaft) und Bildung: Erforscht wird vor allem, welchen Wandel Texte, Sprachen, Objekte, Bilder, Begriffe und Räume im Laufe der Zeit und in verschiedenen Kontexten durchlaufen haben. Dies berührt Fragen des kulturellen Erbes (materiell und immateriell) und der Wissenssysteme sowie Wissenschaftsgeschichte im Spannungsfeld zwischen Tradition und Moderne, Stadt und Land, Öffentlichkeit und Medien im Kontext eines global institutionalisierten Kultur- und Bildungsmarktes. Hier werden auch Religionen, sowie literarische, musikalische und künstlerische Modelle und ihre multidimensionalen Transformationen in Asien und Europa durch Geschichte und Gegenwart untersucht.
Mensch, Umwelt und Gesundheit: Veränderungen der Umwelt und ihre Auswirkungen auf den Menschen werden hinsichtlich ihrer dynamischen Verflechtungen in unterschiedlichen räumlichen und zeitlichen Maßstabsebenen erfasst, sowie bezüglich ihrer materiellen, institutionellen, rechtlichen und politischen Rahmenbedingungen analysiert. Untersucht wird unter anderem, wie Wissen in den Bereichen Umwelt, Gesundheit (etwa mit Bezug auf die großen Heiltraditionen Asiens) und anderen Wissenschaftsfeldern, die die belebte und die unbelebte Welt erforschen, erzeugt, weitergegeben, institutionalisiert angefochten und verteidigt wird.

## Studienangebot
Am CATS werden die folgenden Studiengänge angeboten:

### Bachelorstudiengänge
- Ethnologie
- Geschichte Südasiens
- Kultur- und Religionsgeschichte Südasiens
- Neuere Sprachen und Literaturen Südasiens
- Ostasienwissenschaften (wahlweise Schwerpunkt auf Japanologie, Kunstgeschichte Ostasiens oder Sinologie und Sinologie Lehramt)
- Südasienstudien

### Masterstudiengänge
- Ethnologie
- Health and Society in South Asia
- Japanologie
- Kommunikation, Literatur und Medien in südasiatischen Neusprachen
- Konferenzdolmetschen Japanisch
- Kultur- und Religionsgeschichte Südasiens
- Kunstgeschichte Ostasiens
- Sinologie
- Südasienstudien
- Transcultural Studies